# Andrzej Kuźma
Andrzej Kuźma (ur. 29 września 1967) – polski duchowny prawosławny, ksiądz protojerej Polskiego Autokefalicznego Kościoła Prawosławnego, doktor nauk teologicznych, wykładowca akademicki Chrześcijańskiej Akademii Teologicznej w Warszawie (ChAT).

## Życiorys
W 1991 ukończył Wyższe Seminarium Duchowne w Warszawie z siedzibą w Jabłecznej, zaś w 1997 został absolwentem Wydziału Teologii Prawosławnej Uniwersytetu Św. Sergiusza z Radoneża w Paryżu, a w 2001 ukończył studia w Prawosławnym Instytucie Studiów Wyższych w Chambessy koło Genewy. W 2006 uzyskał stopień doktora nauk teologicznych, specjalności: teologia dogmatyczna i teologia prawosławna na podstawie rozprawy pt. Święty Patriarcha Tarazjusz i jego wkład w odnowienie kultu ikon. Jest adiunktem Katedry Patrologii Wydziału Teologicznego ChAT. W latach 2011–2015 piastował funkcję prorektora Prawosławnego Seminarium Duchownego w Warszawie. Od 2004 jest członkiem Komitetu Centralnego Konferencji Europejskich Kościołów (CEC) z siedzibą w Genewie. Ks. Kuźma jest także członkiem Międzynarodowej Komisji Mieszanej Dialogu Prawosławno-Rzymskokatolickiego.
Był jednym z delegatów Polskiego Autokefalicznego Kościoła Prawosławnego na Święty i Wielki Sobór Kościoła Prawosławnego.